# EB Games Australia
 (décembre 2019).
EB Games Australia (à l'origine Electronics Boutique) est un détaillant australien de jeux vidéo et de logiciels de divertissement. EB Games vend principalement des jeux vidéo, des consoles et des accessoires pour les systèmes Nintendo, PC, PlayStation et Xbox. La société exploite plus de 450 magasins EB Games ainsi que plus de 80 magasins Zing Pop Culture en Australie. L'entreprise exploite 40 autres magasins EB Games en Nouvelle-Zélande. EB Games Australia a son siège social à Eagle Farm, Queensland (une banlieue de Brisbane) et est une filiale de GameStop.